# Isabella Leonarda
Isabella Leonarda (getauft 6. September 1620 in Novara; † 25. Februar 1704 ebenda), mit bürgerlichem Namen Isabella Calegari, war eine italienische Nonne und Komponistin. Leonarda ist vor allem für die zahlreichen Kompositionen bekannt, die sie während ihrer Zeit im Kloster verfasste, wodurch sie zu einer der produktivsten Komponistinnen ihrer Epoche wurde.

## Leben
Die meiste Zeit ihres Lebens verbrachte Isabella Leonarda im Kloster Collegio di Sant'Orsola, in das sie 1636 eintrat. Ihr Lehrer war vermutlich der Kapellmeister der Kathedrale von Novara, Gasparo Casati (1610–1641), wobei ihre ersten Werke in einer Sammlung von ihm veröffentlicht wurden. Später trat sie ins Kloster ein und begann erst im Alter von 50 Jahren, ihre Kompositionen eigenständig herauszubringen. Neben ihrer Rolle als Komponistin war Leonarda auch als Musiklehrerin im Ursulinenkloster tätig, leitete den Chor und die Instrumentalensembles und war mit anderen Abteien Norditaliens vernetzt.
In der zweiten Hälfte des 17. Jahrhunderts veröffentlichte sie über 200 Einzelstücke in 20 eigenen Sammlungen, davon vielfach Solomotetten. Sie schrieb fast 100 Solomotetten, deren Texte sie selbst verfasste, was sie in der Musikgeschichte einzigartig macht. Ihre musikalischen Werke, insbesondere ihre Solomotetten, zeichnen sich durch einen Stil aus, der zu ihrer Zeit nicht mehr in Mode war, und durch die bemerkenswerte Virtuosität ihrer Kompositionen; ebenso ungewöhnlich war die Tatsache, dass sie viele Werke für die Altstimme schrieb, eine Stimmlage, die im 17. Jahrhundert nicht besonders populär war. Die Texte, die sie für ihre Solomotetten schrieb, waren sowohl grammatikalisch als auch in der Wortwahl sehr eigen und zeigten eine zutiefst persönliche und ausdrücklich weibliche Ich-Perspektive. Das elf Triosonaten und eine Solosonate umfassende Op. 16 wurde 1693 in Bologna veröffentlicht. Es sind die einzigen von Isabella Leonarda hinterlassenen sowie eine der ersten von einer Frau veröffentlichten Instrumentalkompositionen.

## Veröffentlichte Werke
- Opus 1: verloren
- Opus 2: Motetti a tre voci (Mailand 1665, verloren)
- Opus 3: 18 Sacri concenti (Mailand 1670)
- Opus 4: 11 Messa (Novara 1674)
- Opus 5: verloren
- Opus 6: 12 Motetti (Venedig 1676)
- Opus 7: 13 Motetti (Bologna 1677)
- Opus 8: 11 Vespro a cappella (Bologna 1678)
- Opus 9: verloren
- Opus 10: 12 Motetti a quattro voci (Mailand 1684)
- Opus 11: 12 Motetti (Bologna 1684)
- Opus 12: 14 Motetti a voce sola (Novara 1686)
- Opus 13: 12 Motetti (Bologna 1687)
- Opus 14: 10 Motetti (Bologna 1687)
- Opus 15: 11 Motetti a voce sola (Bologna 1690)
- Opus 16: 12 Sonate a 1., 2., 3. e 4. strumenti (Bologna 1693)
- Opus 17: 12 Motetti (Bologna 1695)
- Opus 18: 6 Messe (Bologna 1696)
- Opus 19: 11 Salmi concertati (Bologna 1697)
- Opus 20: 14 Motetti (Bologna 1700)